# Руголо (Тревизо)
Руголо је насеље у Италији у округу Тревизо, региону Венето.
Према процени из 2011. у насељу је живело 179 становника. Насеље се налази на надморској висини од 264 м.